# Bahnhof Sande
Der Bahnhof Sande ist ein Bahnhof der Bahnstrecke Oldenburg–Wilhelmshaven zwischen Osnabrück Hbf und Wilhelmshaven Hbf im niedersächsischen Sande im Landkreis Friesland. Der Bahnhof befindet sich im Zentrum der 9000-Einwohner-Gemeinde Sande in Friesland.

## Bedienung
Der Bahnhof Sande befindet sich aufgrund der Lage im Landkreis Friesland im Verbundgebiet des Verkehrsverbund Ems-Jade, dessen Tarife jedoch nur im Busverkehr gelten, ansonsten gilt der Niedersachsentarif.
| Linie | Zuglauf | Betreiber    | Takt          |
| ----- | --- | ------------ | ------------- |
| RE 18 | Osnabrück Hbf – Osnabrück Altstadt – Bramsche – Bersenbrück – Quakenbrück – Essen (Oldb) – Cloppenburg – Ahlhorn – Großenkneten – Huntlosen – Sandkrug – Oldenburg (Oldb) Hbf – Rastede – Jaderberg – Varel (Oldb) – Sande – Wilhelmshaven | NordWestBahn | Stundentakt   |
| RB 59 | Esens – Burhafe – Wittmund – Jever – Schortens – Sande – Wilhelmshaven | NordWestBahn | Stundentakt   |
| RS 3  | Bremen Hbf – Bremen-Neustadt – Heidkrug – Delmenhorst – Hoykenkamp – Schierbrok – Bookholzberg – Hude – Wüsting – Oldenburg (Oldb) Hbf – Rastede – Jaderberg – Varel (Oldb) – Sande – Wilhelmshaven                                        | NordWestBahn | einzelne Züge |

Es verkehren drei Bahnlinien der NordWestBahn im SPNV, der RE 18 von Osnabrück Hauptbahnhof über Oldenburg nach Wilhelmshaven und die RB 59 (Ostfriesische Küstenbahn), die von Wilhelmshaven über Jever und Dornum nach Esens an der Nordseeküste verläuft. Außerdem verkehren einzelne Züge der RS 3 zwischen Wilhelmshaven und Oldenburg.
Der Bahnhof ist an das öffentliche Stadt- und Regionalbusnetz angeschlossen, zudem befinden sich eine Bike-and-ride-Anlage und ein Taxistand am Vorplatz des Bahnhofes.

## Geschichte
Der Bahnhof in Sande entstand 1867 mit dem Bau der großherzoglichen-oldenburgischen Eisenbahnstrecke von Oldenburg nach Heppens (heute: Wilhelmshaven). Der Ausbau erfolgte 1936 im Zuge der nationalsozialistischen Stadtplanung zu einer „Stadt der 500000“ zwischen Wilhelmshaven und Jever. Realisiert wurden die Pläne aber wegen des Zweiten Weltkrieges aber nur zum Teil.

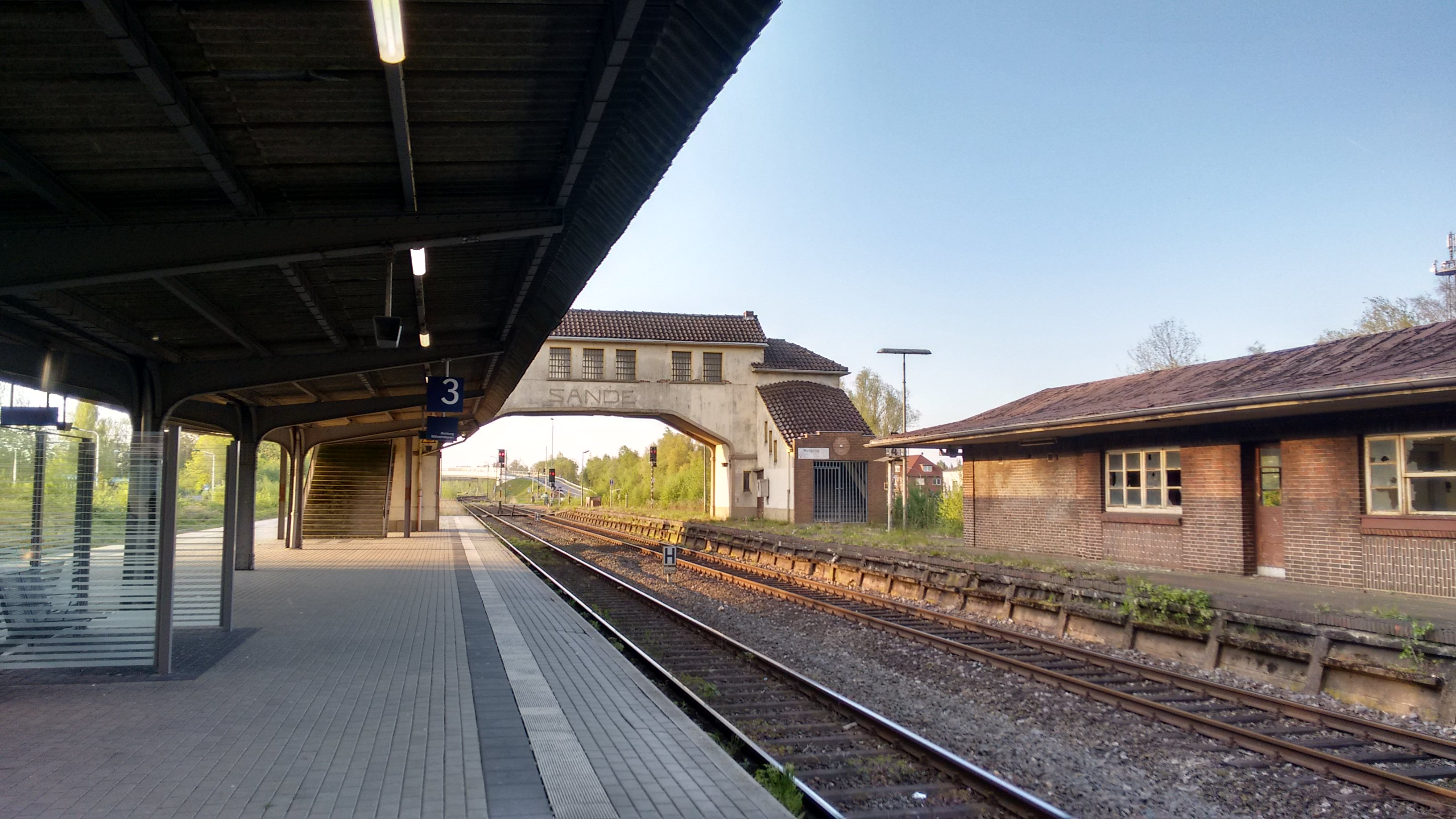
Bahnhof 2017, vor dem Umbau, Mittelbahnsteig bereits stillgelegt

Im Zuge des Ausbaus der Bahnstrecke zum Jade-Weser-Port wurde der Bahnhof grundlegend umgebaut. Die Bahnstrecke der Küstenbahn zwischen Sande und dem Abzweig Weißer Floh wurde nördlich verlegt, zweigleisig ausgebaut und elektrifiziert. 2022 wurde die neue Strecke in Betrieb genommen und die alte Strecke durch den Ort stillgelegt. Auch die Strecke nach Wilhelmshaven wurde elektrifiziert, die charakteristische Bahnsteigbrücke musste der Oberleitung weichen. Vor dem Umbau bestand der gesamte Bahnhofsbereich in Sande aus 18 Gleisen sowie 34 Weichen. Nach dem Umbau verfügt er dann über 12 neue Gleise und 34 neue Weichen. Für den Personenverkehr gibt es nur noch einen Bahnsteig, an dem ein Kopfgleis Richtung Norden und ein Durchgangsgleis liegen. Mehrere Durchgangsgleise wurden für Züge von 750 m Länge verlängert.

## Denkmalensemble Bahnhof Sande

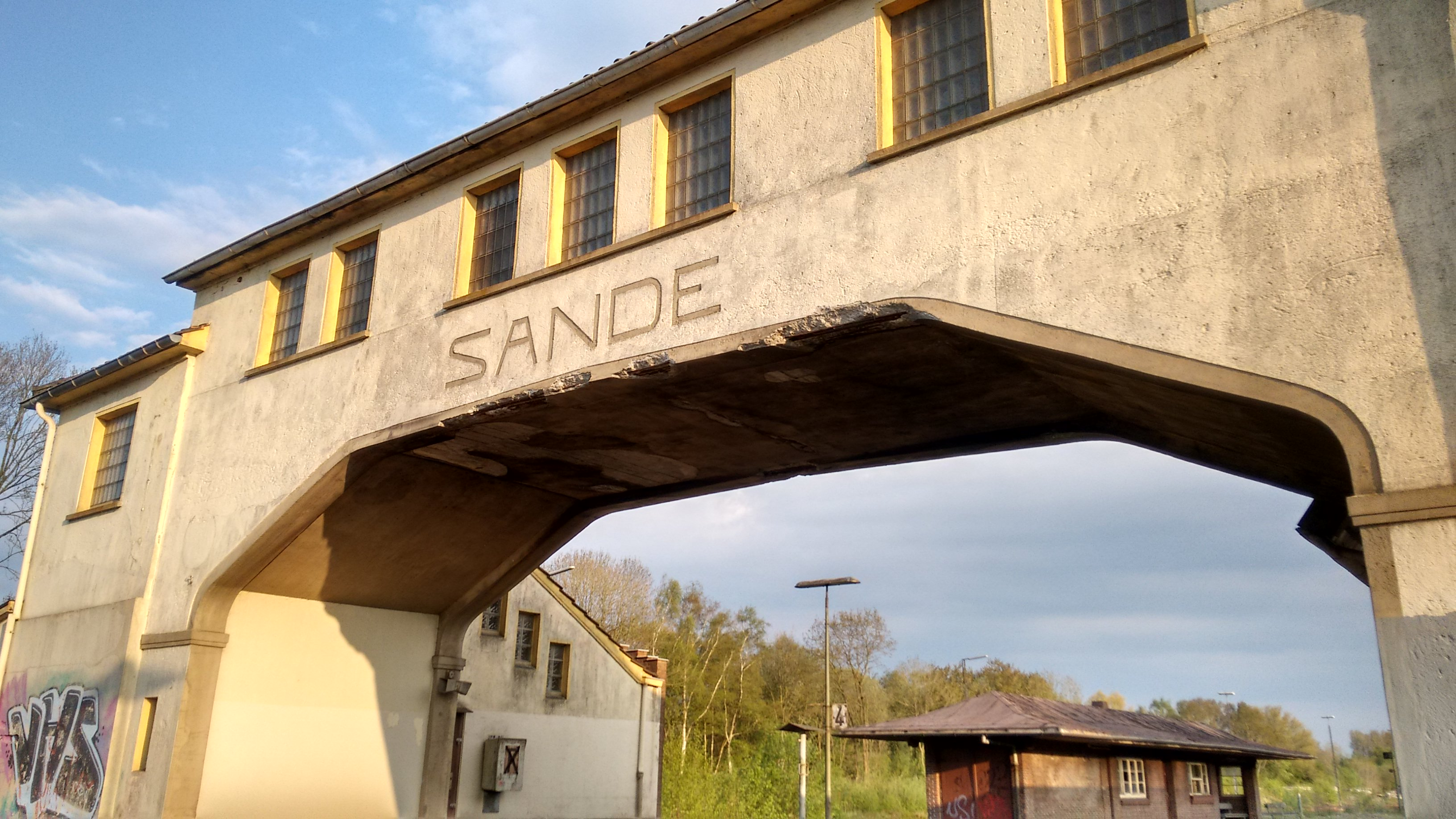
Bahnsteigbrücke

Der Bahnhof Sande ist eine denkmalgeschützte Gruppe baulicher Anlagen. Sie besteht aus dem 1941 bis 1943 nach Plänen des Reichsbahnrats Philipp Langewand errichteten Empfangsgebäude aus Backstein mit seinem Walmdach, auf dem sich ein Dachreiter befindet. Kriegsbedingt wurde 1943 auch ein 18 Meter hoher Hochbunker aus Stahlbeton zum Schutz zugebaut, bei dem die Sprengung 1947 missglückte und nunmehr schräg steht. Zeitgleich entstand auch die Güterabfertigung aus Backstein mit einem zweigeschossigen Gebäude unter einem Walmdach sowie die Güterhalle mit den Laderampen. Das Wartehaus ist ein 1915 entstandenes eingeschossiges Backsteingebäude unter einem Walmdach. Zentral befand sich dort ursprünglich ein Kiosk. Auch die Bahnsteigbrücke und die Überdachung des Bahnsteigs standen als Bauwerke Anfang des 20. Jahrhunderts unter Denkmalschutz. Die Bahnsteigbrücke wurde, wie der Mittelbahnsteig, zu dem sie führte, im Zuge des Bahnhofsumbaus 2022 abgerissen.